# Baie de Samaná
Pour les articles homonymes, voir Samana.
La baie de Samaná est une baie de l'est de la République dominicaine. Le cours d'eau Yuna s'y jette.
La ville de Santa Barbará de Samaná se trouve au nord de la baie, sur la péninsule de Samaná.
Le parc national Los Haitises se trouve à proximité.